# チェンバロの歴史
チェンバロは15世紀から18世紀のヨーロッパにおいて重要な鍵盤楽器であり、20世紀に復興され、今日では広範に演奏されている。本項ではこのチェンバロの歴史について述べる。楽器の構造、種類、楽曲などについてはチェンバロを参照のこと。

## 起源
チェンバロの起源は明らかでない。ニューグローヴ世界音楽大事典によれば、現在知られているもっとも古いチェンバロへの言及は、とあるパドヴァの法学生が1397年に書いた記述に見え、ヘルマン・ポールという人物が「クラヴィチェンバルム」（clavicembalum）という楽器を発明したと記されている。また、形として残る最も古い現存のチェンバロを表現したものは、北西ドイツのミンデンにあった1425年作の祭壇の彫像であるという。
チェンバロが誰によりいつ発明されたにせよ、先行する形態にはいろいろなものが存在していた。鍵盤によって楽器を操作するという発想は、すでにオルガンにおいて実現されていたし、中世にはプサルテリウムが広範に用いられていた。後のチェンバロと同様、プサルテリウムには金属弦が張られ、チューニングピンで張力が調節されており、ブリッジ（駒）を通して響板に振動を伝え、聞える音量に拡大するという構造を持っていた。したがって、チェンバロの発明の肝要な部分は、鍵盤の操作によって弦を弾くという構造を考え出すところにあった。14世紀はぜんまい仕掛けやその他の機械技術が発展した時代であり、チェンバロの発明にも充分な土壌が育っていたかもしれない。
ジャックが四角形のタングにはめ込まれたプレクトラムを支えるという標準的なチェンバロの構造は、時間をかけて他のさまざまな方式の中から生き残っていったものであった可能性は低くない。ツヴォレのアンリ・アルノーの記した楽器に関する1440年頃のラテン語写本には、ジャックのアクションの3つのタイプの詳しい図が掲載されており、ピアノのアクションの原始的な形態とも言いうる構造も掲載されている。
初期チェンバロにおけるもう一つの発達は、大きさの増大であった。プサルテリウムは手で持つ楽器であり、発達後のチェンバロよりはるかに小さい。初期のチェンバロは、音域においても弦長においても小さかったようである。これは、例えば、セバスチャン・ヴィルドゥングの『音楽概観』（Musica getutscht, バーゼル、1511年）の中にみることができる。ヴィルドゥングはそれぞれ「ヴァージナル」「クラヴィツィンバルム」、「クラヴィツィテリウム」として3つの楽器を紹介しており、それぞれの楽器は38鍵、40鍵、38鍵の音域を持っているが、これはいずれも後のチェンバロからみるとはるかに小さい。現代の製作家フランク・ハバードは、これらはいずれも「オッタヴィーノ」の一種であったろうと述べている。オッタヴィーノとは通常の音高よりもオクターヴ高くなるような小型の楽器で、弦長を短くすることで小さく作られている。オッタヴィーノはチェンバロ製作史の初期には一般的に見られる楽器であった。

## イタリア
今日残存するもっとも古い完全形のチェンバロはイタリアで作られた1521年のものである（ただしロンドンの王立音楽アカデミー所蔵のアクションが失われたクラヴィツィテリウムはより古い年代を持つものかもしれない）。現存する最初期のイタリアンの楽器群からすでに、原始的な形態の痕跡はうかがえず、すでに洗練された形態をもっている。
イタリアのチェンバロは、底板を基礎として支持材を組み、薄手の側板を貼り合わせた構造のケースが特徴である。一段鍵盤が一般的で、レジスタは16世紀には1×8フィート、あるいは1×8フィート、 1×4フィートの構成が一般的であったが、17世紀以降は2×8フィートが主流となった。音質は明確な発音と速やかな減衰が特徴である。

## フランドル
チェンバロ製作は、1580年頃、フランドルのルッカース一族によって大きな転換点を迎えた。ルッカースのチェンバロは、底板に代わり頑丈な側板が構造の基礎となっている。音質はイタリアの楽器に比べより響きが長く持続する。この新しい様式をもったフレミッシュ・チェンバロは他地域の製作家に大きく影響を与えた。
二段鍵盤の楽器も、1600年頃、フランドルの製作家たちが初めて作り始めたようである。鍵盤を二段にするのは移調のためであったと考えられている。どちらの鍵盤も同じ弦を弾くが、鍵盤の並びがずれており、歌手や他の楽器との合奏の必要性に応じて、楽に移調することが出来た。 
また、ルッカース一族の楽器は名器として珍重され、後の製作家たちは、ルッカースの楽器を改造することも多かった。

## フランス
フランスでは、17世紀半ばには、鍵盤ごとに独立した弦を持つ対比型二段鍵盤のチェンバロが製作されていた。
18世紀にはルッカースの影響を受けた厚い側板の楽器が作られるようになり、ブランシェ一族や、その後継者であるパスカル・タスカンなどによって優れた楽器が製作された。これらのフレンチ・チェンバロはフレミッシュの設計を基としつつ、音域を拡張しており、ルッカースの楽器はほぼ4オクターヴなのに対し、5オクターヴ近い音域を持っている。18世紀のフレンチ・チェンバロは、現代の復元楽器のモデルとして人気が高い。
18世紀のフランスの製作家たちの一つの特徴として、ルッカースのチェンバロへの強い執着があげられる。多くの製作家がルッカース製の楽器の改造を行った。

## イングランド
チェンバロはイングランドではルネサンス期に流行し、多くの作曲家によって楽曲も作られたが、イングランドで製作された楽器が固有の特徴を帯びるのは、18世紀になってからで、アルザスから移ったジェイコブ・カークマンと、スイスから移ったバーカット・シュディの2人の製作家に負うところが大きい。彼らの楽器は、力強い音と、美しい化粧張りのケースが特徴である。シュディの工房はその義理の息子にあたるジョン・ブロードウッドに譲られ、ブロードウッド・ピアノの発展に寄与するところとなる。

## ドイツ
ドイツのチェンバロの中には、2フィート・ストップ（通常の音高より2オクターヴ高く設定された弦）を持つものもあり、また稀ではあるが16フィート・ストップ（通常の音高より1オクターヴ低く設定された弦）を持つ楽器もある。現存するジャーマン・チェンバロには、三段鍵盤を持ち、さまざまなストップの組合わせを実現しているものもある。このような楽器は、ヒエロニムス・アルブレヒト・ハスやクリスチャン・ツェルなど北ドイツの製作家たちによって作られていた。
一方、南ドイツの製作家たちはイタリアの影響を受け、イタリア式の響板を持った、大きな二段鍵盤の楽器を製作していた。このような楽器の代表的な製作家には、ハインリッヒ・グレブナー、ジルバーマン一族がいる。

## 衰退と復興
18世紀半ば頃より、チェンバロは徐々にその地位をピアノに奪われるようになる。ピアノは急速に発展を遂げ、伝統的なチェンバロ製作の技術は次第に失われた。古いチェンバロはうち捨てられ、少なからぬ楽器が破壊され（例えばパリの音楽院では暖炉の薪に使われたこともあった）、19世紀にはいわば過去の遺物と化していた。
19世紀末に、再びチェンバロへの関心が生じ、徐々に復興が始まった。チェンバロ再興においては、過去の技術を再発見することで、古い楽器を真に復元しようという立場と、時代考証の観点にはそぐわないが、楽器の質を高めるものとして現代的な技術を利用しようという立場の対立があった。
初期の伝統主義者にはアーノルド・ドルメッチがおり、20世紀初頭にイングランドのサリーで活動したが、ドルメッチの試みは当時としては異質で、20世紀前半は現代的技術による復興が主流であった。この時期、例えばパリのプレイエル社によって作られた楽器は、当時のグランドピアノの技術を多く用いており、チェンバロの弦の張力を支えるにはまったく不必要に重い金属のフレームを用いていた。また音を強くするために、18世紀のジャーマン・チェンバロをモデルとして、本来チェンバロでは珍しかった16フィート・ストップを備えることが一般的に行われた。
プレイエル・チェンバロの代表的な奏者にはワンダ・ランドフスカがおり、その演奏と彼女自身の人気により楽器としてのチェンバロの人気も高まった。また20世紀の作曲家によって新しくチェンバロのための作曲が盛んとなり、多くの曲がランドフスカのために書かれた。
20世紀半ば頃より、ボストンのフランク・ハバードとウィリアム・ダウド、およびドイツ・ブレーメンのマルティン・スコブロネックといった製作家たちにより、新たな伝統主義的再興の気運が高まった。これらの製作家たちは、古い楽器を数多く分解調査し、入手できる歴史的文献にあたるといった丹念な調査に基づいて製作を行っている。彼らの作る時代考証的な楽器は高い人気を博し、すぐに他の多くの製作家たちも時代考証的な楽器の製作に転じた。最終的には伝統的製作が主流となり、20世紀初頭のような重いチェンバロは現在ではほとんど作られていない。
1950年代後半以降、愛好家によるキットからの自己製作も多く行われている。キットはアメリカの製作家ウォルフガング・ズッカーマンが始めた方法で、チェンバロの人気を高めるのに大きな力となった。初期のズッカーマン・キットは時代考証的というよりは実用的に設計されており、合板を使い、ベントサイドもまっすぐであった。後年のキットは、より歴史考証的な設計となっている。